# Gustavo Cordera
Gustavo Cordera (Buenos Aires, 15 de Setembro de 1961) é um cantor e compositor de rock argentino. Tornou-se famoso como vocalista Bersuit Vergarabat, banda formada em 1988 e que se desassociou em 2009, começando sua carreira como solista. Atualmente um membro de seu projeto solo, chamado La Caravana Mágica.

## Discografia

### Bersuit Vergarabat
- 1992 - Y punto (Radio Trípoli Discos)
- 1993 - Asquerosa alegría (DBN)
- 1996 - Don Leopardo (Universal)
- 1998 - Libertinaje (Universal)
- 2000 - Hijos del culo (Universal)
- 2002 - De la cabeza con Bersuit Vergarabat (ao vivo) (Universal)
- 2004 - La argentinidad al palo (se es) + (lo que se es) (Universal)
- 2005 - Testosterona (Universal)
- 2006 - Lados BV
- 2007 - ? (Universal)

### Solista
- 2009 - Suelto (Sony Music)

### La Caravana Mágica
- 2010 - En la Caravana Mágica (Sony Music/Columbia Records)
- 2012 - En la Caravana Mágica Vol.2 (Sony Music/Columbia Records)
- 2014 - Cordera vivo (Sony Music) - (ao vivo)
- 2016 - Tecnoanimal (Sony Music)